# Lele
Lele – gaun wikas samiti w środkowej części Nepalu w strefie Bagmati w dystrykcie Lalitpur. Według nepalskiego spisu powszechnego z 2001 roku liczył on 1516 gospodarstw domowych i 7921 mieszkańców (4044 kobiet i 3877 mężczyzn).